# Детская порнография
Де́тская порногра́фия — порнографические материалы с участием несовершеннолетних. В законодательстве большинства стран содержится строгий запрет на создание, распространение и хранение подобных материалов.

## Определение
Дополнительным протоколом к Конвенции о правах ребёнка от 25 мая 2000 г., касающимся торговли детьми, детской проституции и детской порнографии, детская порнография определяется как «любое изображение какими бы то ни было средствами ребёнка, совершающего реальные или смоделированные откровенно сексуальные действия, или любое изображение половых органов ребёнка главным образом в сексуальных целях» (ст. 2c).
Также определения детской порнографии существуют в иных международных договорах, в частности, в Конвенции Совета Европы о защите детей от сексуальной эксплуатации и сексуального насилия.

### Различия в национальном законодательстве
В законодательствах различных стран используются разные определения детской порнографии. Как правило, запрещается изображение сексуальных действий с участием реальных детей и подростков, чей возраст ниже определённого порога. В некоторых государствах запрещено изготовление любых изображений детей и подростков в обнажённом виде, независимо от того, носят ли они эротический характер; кроме того, в некоторых государствах незаконной является также порнографическая продукция, демонстрирующая сексуальные отношения несовершеннолетних, созданная без участия реальных детей и подростков (например, рисунки, компьютерная графика и т. п.).
До 2003 г. Уголовным кодексом РФ не предусматривалась отдельная ответственность за детскую порнографию, и следствие в этих случаях велось по статьям 241 и 242. В 2003 году в УК РФ была введена статья 242.1 «Изготовление и оборот материалов или предметов с порнографическими изображениями несовершеннолетних», которая в пункте один устанавливает уголовную ответственность за изготовление, приобретение, хранение и (или) перемещение через Государственную границу Российской Федерации в целях распространения, публичной демонстрации или рекламирования либо распространение, публичная демонстрация или рекламирование материалов или предметов с порнографическими изображениями несовершеннолетних — наказываются лишением свободы на срок от двух до восьми лет с лишением права занимать определённые должности или заниматься определённой деятельностью на срок до пятнадцати лет либо без такового. Однако в российских законах не прописано наличие ответственности за простое хранение детской порнографии.
В июле 2012 года в России был принят Федеральный закон № 139-ФЗ 2012 года, согласно которому сайты с детской порнографией должны блокироваться, а их IP вноситься в реестр запрещённых адресов на основании решений уполномоченных Правительством федеральных органов исполнительной власти, принятых в соответствии с их компетенцией в порядке, установленном Правительством. Часть закона о реестре блокируемых сайтов вступила в силу с 1 ноября 2012 года.